# Servicio Geológico Colombiano
Ingeominas
Le Servicio Geológico Colombiano ou SGC (anciennement Ingeominas) est une agence sous la tutelle du Ministère des Mines et de l'Énergie colombien chargé de réaliser l'étude des ressources naturelles et des risques qui y sont liés.
Le Servicio Geológico Colombiano a pour objet de réaliser la recherche scientifique basique et appliquée du potentiel des ressources du sous-sol, d'assurer la surveillance des menaces d'origine géologique, de gérer l'information à propos du sous-sol, de garantir la gestion sûre des matières nucléaires et radioactives dans le pays, de coordonner les projets de recherche nucléaire dans les limites de l'article 81 de la Constitution et de gérer l'utilisation de l'énergie nucléaire de la nation.